# Micropera uncinata
Micropera uncinata är en orkidéart som först beskrevs av Johannes Elias Teijsmann och Simon Binnendijk, och fick sitt nu gällande namn av Leslie Andrew Garay. Micropera uncinata ingår i släktet Micropera och familjen orkidéer. Inga underarter finns listade i Catalogue of Life.